# Early Access Program
Early Access Program (EAP) ist der englische Begriff für Programme, die den frühen Zugang zu Arzneimitteln ermöglichen, die aber noch nicht zugelassen sind. Sie werden von einer wachsenden Zahl von Pharmaunternehmen aufgrund verschiedener Vorteile dieser Programme eingesetzt. EAPs bieten Patienten mit lebensbedrohlichen Krankheiten, für die es bisher keine Behandlungsmöglichkeiten gibt, ethische, konforme und kontrollierte Prozesse für den Zugang zu Prüfpräparaten außerhalb von klinischen Studien und vor der kommerziellen Einführung des Medikaments.

## Hintergrund
Nach dem jüngsten Ausbruch des Ebolavirus in Westafrika gab die Weltgesundheitsorganisation eine Erklärung heraus, in der sie darauf hinwies, dass es ethisch vertretbar ist, bedürftigen Patienten Zugang zu Prüfpräparaten zu gewähren, die von den Behörden nicht zugelassen oder nicht einmal am Menschen getestet wurden, um die Epidemie einzudämmen und das Leben der Patienten zu retten.

## Regulatorische Bedingungen
Die juristischen Voraussetzungen für EAPs variieren von Land zu Land und sind sehr strikt.